# Faun GT 8/15

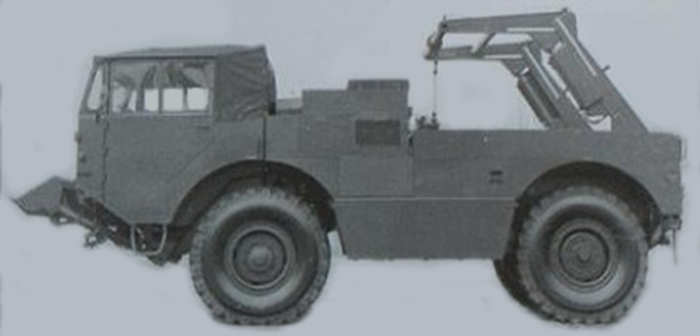
Faun GT 8/15

Der Faun Geräteträger 8/15 (kurz: GT 8/15) ist ein militärischer Lastkraftwagen des deutschen Nutzfahrzeugherstellers Faun und gehörte zur 1. Generation der Radfahrzeuge der Bundeswehr.
Der GT 8/15 wurde Ende der 1950er-Jahre entwickelt, um die Beweglichkeit der leichten FH-105-mm-M2-A1-Artilleriegeschütze der Bundeswehr zu verbessern, die bis dahin im Gelände von Kettenfahrzeugen des Typs M5 bewegt wurden. Dazu griff man ein Konzept auf, bei dem die 105-mm-Kanone nicht gezogen, sondern mit einem hydraulisch betriebenen Bügel über das Heck auf das Zugfahrzeug gehoben und dann von diesem getragen wurde. Aufbau und Funktion des GT 8/15 ähnelten einem zivilen Absetzkipperfahrzeug.
225 Fahrzeuge des Typs GT 8/15 wurden zwischen 1959 und 1961 gebaut.

## Beschreibung
Das Fahrzeug war ein zweiachsiger, allradangetriebener Frontlenker (4×4). Hinter dem Fahrerhaus war ein luftgekühlter Deutz-V12-Dieselmotor vom Typ BF 12 L 714 A mit 195 kW (265 PS) eingebaut.
Das Fahrerhaus war – wie für viele Militärlastkraftwagen der 1. Generation der Bundeswehr typisch – nicht geschlossen, sondern hatte ein faltbares Tuchverdeck und eine nach vorn herunterklappbare Frontscheibe, sodass das Fahrzeug bei Bedarf auch gefechtsmäßig gefahren werden konnte. Im Fahrerhaus fanden bis zu 7 Soldaten Platz (in der vorderen Reihe von links K1, Fahrer, K2, Geschützführer. Hinter dem K1 saß der K5, hinter K2 und Geschützführer K3 und K4. Der Fahrer hatte einen ergonomischen Sitz. Für die Geschützbedienungen waren einfachste Sitzbänke eingebaut. Unterhalb des Fahrerhauses waren eine Seilwinde mit 10 t Zugkraft und 60 m Seillänge und eine Räumschaufel mit 10 t Schubkraft montiert sowie auf beiden Seiten des Fahrzeugs  waren große Kästen für 60 Schuss Munition einschließlich der Kartuschen eingebaut.
Technische Daten (Faun GT 8/15)
| Motor:                 | V12-Dieselmotor Deutz BF 12 L 714 A, luftgekühlt |
| Hubraum:               | 19.000 cm³                                       |
| Leistung:              | 195 kW bei 2300 Umdrehungen (265 PS)             |
| Antrieb:               | Allrad (4×4)                                     |
| Leergewicht:           | 15.250 kg                                        |
| zul. Gesamtgewicht:    | 20.000 kg                                        |
| Verbrauch:             | ca. 35 l/100 km (Straße)                         |
| Getriebe:              |                                                  |
| Radstand:              | 3400 mm                                          |
| Gesamtmaße:            | 7400 mm × 2800 mm × 3220 mm                      |
| Ladefläche:            |                                                  |
| Reifen:                | 16.00-24                                         |
| Höchstgeschwindigkeit: | 67,5 km/h                                        |

## Einsatz
Der GT 8/15 erwies sich in mehrerer Hinsicht als weitgehend unbrauchbar, so dass das Fahrzeug nach etwa 10 Jahren bei der Bundeswehr ausgemustert wurde.
Das Konzept, ein Geschütz erst aus der Feuerstellung zum Geräteträger zu schleppen, um es dann aufzuprotzen, war zu zeitaufwändig und verzögerte den Stellungswechsel der Artillerie unnötig gegenüber der konventionellen Methode, bei der das Geschütz ohne Verladen nur angehängt und zur neuen Stellung gezogen wird.. Das Auf- und Abprotzen dauerte auch länger als bei handelsüblichen Absetzkippern, da die hydraulischen Arme zweigeteilt waren (kleine und große Presse). Grund war, das der Faun mit aufgeprotztem Geschütz auf Rungenwagen der Bahn verladen werden konnte. Im Notbetrieb (bei Versagen des Fahrzeugmotors konnten die Pressen von Hand bewegt werden. Die Zweiteilung erhöhte zudem die Anfälligkeit des Systems. 
Weiter war der GT 8/15 technisch sehr anfällig, so dass etwa die Ausfallraten der Fahrzeuge in der Chronik des Feldartilleriebataillons 110 mit regelmäßig 70 % angegeben werden. Ein Abfeuern der 105-mm Feldhaubitze 105mm lg vom Fahrzeug war nicht möglich. Die Haubitze wurde vor dem Verladen transportfähig festgezurrt und konnte weder in der Höhe noch in der Seite gerichtet werden. Das Beladen des Geschützes mit Munition war ausgeschlossen (anders). Der Gebrauch der Räumschaufel war verboten, da sonst das ohnehin zu schwache Getriebe überbeansprucht worden wäre.

### Varianten
Das Fahrgestell wurde von FAUN mit einem 13-t-O&K-Kran Typ ALF 2/13 ausgestattet und als Autokran 13t (4x4) bei der Bundeswehr eingesetzt.

## Erhaltene Fahrzeuge
Ein Fahrzeug befand sich 2013 als Ausstellungsstück in der Lehrsammlung der Artillerieschule in Idar-Oberstein.